# Bannada Gejje
Bannada Gejje er en indisk film fra 1990 af Rajendra Singh Babu.

## Medvirkende
- Ravichandran som Manu
- Amala Akkineni som Menaka
- Bharathi Vishnuvardhan som Vaijayantidevi
- Kalyan Kumar som Peter
- Suresh Heblikar som Suresh Jayasimha
- Amjad Khan
- Devaraj som Deluxe
- Tennis Krishna
- Sihi Kahi Chandru